# Lutricia McNeal

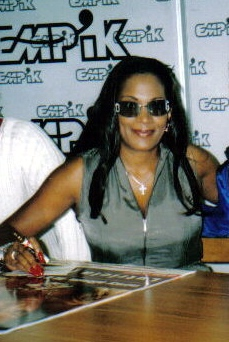
Lutricia McNeal

Lutricia McNeal é uma cantora estadumidense de pop e R&B. Apesar de ter alcançado as primeiras posições da Billboard com a maioria de seus singles, McNeal é mais conhecida na Europa. O seu single mais bem-sucedido é "Ain't That Just The Way" (1996), uma cover do tema homônimo lançado em 1975 por Barbi Benton.

## Discografia

### Singles
- 1996 "Ain't That Just The Way"
- 1997 "My Side Of Town"
- 1997 "Washington"
- 1998 "Stranded"
- 1998 "Someone Loves You Honey"
- 1998 "The Greatest Love You'll Never Know/When A Child Is Born"
- 1999 "365 Days"
- 2000 "Fly Away"
- 2000 "Sodapop"
- 2002 "Perfect Love"
- 2002 "You Showed Me"
- 2003 "Wrong Or Right"
- 2004 "Promise Me"
- 2005 "Rise"
- 2005 "It's Not Easy"
- 2006 "Best Of Times"
- 2007 "Hold That Moment"

### Álbuns
- 1997 My Side Of Town
- 1997 Lutricia McNeal
- 1998 My Side Of Town (Versão estadunidense)
- 1999 Whatcha Been Doing
- 2002 Metroplex
- 2004 Soulsister Ambassador
- 2005 Rise (Versão japonesa)
- 2008 Great Memories